# クロスパンチ
クロスパンチは、かつてプライムワン（現・プライム）で活動していたお笑いコンビ。2002年結成、2006年解散。

## メンバー
関口 大輔（せきぐち だいすけ、1982年10月11日 - ）
東京都あきる野市出身。主にボケ担当。朱色のツナギが目印。金髪、口ひげ、ヤンキー風の風体。足立学園出身。解散後、田代32とM-1グランプリやライブへ出演していた。尊敬する人物及びグループにTHE BLUE HEARTS、桐畑トールらの名前を挙げている。
ピン芸人として活動後、2007年に元・フィットネスの吉田一人と共にお笑いコンビ・マッドドックスを結成したが、2009年に解散。現在は結婚していた妻が妊娠し安定した収入を得るため引退した。
矢野 周平（やの しゅうへい、1972年5月5日（52歳） - ）
兵庫県神戸市灘区出身。主にツッコミ担当。メガネにスーツといういでたちが普通。家庭の事情により芸人を廃業した。現在は兵庫県内にてカラオケ店を経営していることが、関口のブログより判明した。

## 略歴
とりとめない話題を次々と繰りだす、一種のかけあい漫才のようなスタイルが持ち味。年齢が10歳離れているため、関口と矢野の世代差もよくネタにされる。くりぃむしちゅーからは「ジェネレーションギャップを感じないのだろうか」と言われたこともある。
また、関口は伊集院光 日曜日の秘密基地のリスナー宣伝コーナー（打った、勝った!草野球で大売出し!）に、何度もピッチャーとして登場（登板）している。
2006年を以て解散。矢野は引退し、関口は元フィットネスの吉田一人（現在は元ヴィンテージの大赤見展彦とコンビ「ナナフシギ」として活動）とマッドドックスを結成するも、2009年に解散し引退。

## エピソード
- 矢野は緊張しやすく、舞台で失敗することが何度かあった。しかし、本人はそれに気付いておらず、お辞儀をしてから入ってきた（本来はお辞儀をしてから入らなければならない）関口に「何やってるんだよ」と突っ込んだ。
- デビュー前のネタ見せと思われる集まりで、関口は目立とうと思ってツナギで出演した。だが矢野は学ランを着ており、自分よりも遥かに目立っていたことが関口本人の口から明らかになっている。

## 出演作品
- 爆笑オンエアバトル（NHK）戦績3勝1敗 最高441KB
- くりぃむしちゅーも観ながらいろいろゴチャゴチャ言ってますけども…笑いのタマゴLサイズ（おひとり様何回でも）
- お笑いTV「ニコニコ笑い汁」（MONDO21）